# Люлі (Во)
Люлі (фр. Lully) — громада  в Швейцарії в кантоні Во, округ Морж.

## Географія
Громада розташована на відстані близько 90 км на південний захід від Берна, 14 км на захід від Лозанни.
Люлі має площу 2,1 км², з яких на 20,5% дозволяється будівництво (житлове та будівництво доріг), 65,9% використовуються в сільськогосподарських цілях, 13,2% зайнято лісами, 0,5% не є продуктивними (річки, льодовики або гори).

## Демографія
2019 року в громаді мешкало 818 осіб (+3% порівняно з 2010 роком), іноземців було 15,5%. Густота населення становила 399 осіб/км².
За віковим діапазоном населення розподілялося таким чином: 24,9% — особи молодші 20 років, 59,7% — особи у віці 20—64 років, 15,4% — особи у віці 65 років та старші. Було 303 помешкань (у середньому 2,7 особи в помешканні).
Із загальної кількості 217 працюючих 20 було зайнятих в первинному секторі, 39 — в обробній промисловості, 158 — в галузі послуг.